# Zenphoto
Zenphoto es una aplicación para publicar en Internet páginas web interactivas de galerías fotográficas en línea diseñado para ser "un simple álbum fotográfico web". Incluye procesamiento dinámico de imágenes, álbumes organizados por carpetas, títulos y descripciones editables con AJAX, comentarios, temas, subida en línea y sencilla administración de imágenes.